# Agricultura en Argentina

Principales cultivos de Argentina en 2018, por porcentaje de la superficie sembrada. La Argentina es el tercer productor de soja del mundo. La cadena de la soja es una de las tres cadenas más importantes del país, junto a la petroquímica y a la metalúrgica-mecánica.

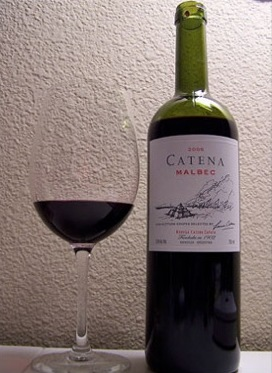
Vino Catena Malbec, originario de Mendoza

La agricultura de Argentina se basa principalmente en la producción de granos (cereales y oleaginosas) y la cadena de la soja en conjunto (porotos, semillas, aceite, pellets alimenticios, harina y biodiésel), uno de los principales encadenamientos productivos del país. La producción de alimentos agropecuarios es, tradicionalmente, uno de los puntales de las exportaciones argentinas. Argentina es uno de los líderes en el mercado mundial de granos, aceites y subproductos. La agricultura y ganadería en Argentina son intensivas y en 2018 el sector representaba el 6.14 % del PIB. Hacia julio de 2016, el sector agrario empleaba, junto a la silvicultura, la caza y la pesca, a 337 196 personas, sobre una fuerza laboral de 17.47 millones de personas, lo que representaba a menos del 2 % del total. Al 2023, el 7.54 % de la población argentina vivía en áreas rurales, uno de los porcentajes más bajos del mundo. El Ministerio de Agricultura, Ganadería y Pesca es la organización del gobierno nacional a cargo de la supervisión de la agricultura.
Argentina es el primer productor mundial de yerba mate, es uno de los cinco mayores productores del mundo de soja, maíz, limones, pera y semilla de girasol, uno de los diez mayores productores del mundo de uva, cebada, alcachofa, tabaco y algodón, y uno de los quince mayores productores del mundo de trigo, caña de azúcar, sorgo y pomelo. Argentina es el tercer productor más grande de soja en el mundo, con 37.7 millones de toneladas producidas (está por detrás de Estados Unidos y Brasil); el cuarto mayor productor de maíz en el mundo, con 43.5 millones de toneladas producidas (por detrás de Estados Unidos, China y Brasil); el duodécimo productor de trigo en el mundo, con 18.5 millones de toneladas producidas; el undécimo mayor productor mundial de sorgo, con 1.5 millones de toneladas producidas; el décimo productor más grande de uva en el mundo, con 1.9 millones de toneladas producidas; además de haber producido diecinueve millones de toneladas de caña de azúcar, principalmente en la provincia de Tucumán. Argentina produce cerca de dos millones de toneladas de azúcar con la caña producida. En el mismo año, Argentina produjo 4.1 millones de toneladas de cebada, siendo uno de los veinte mayores productores de este cereal en el mundo. El país también es uno de los mayores productores mundiales de semillas de girasol: en 2010, fue el tercer productor mundial, con 2.2 millones de toneladas. En 2018, Argentina también produjo 2.3 millones de toneladas de patata, casi dos millones de toneladas de limón, 1.3 millones de toneladas de arroz, un millón de  toneladas de naranja, 921 000 toneladas de maní, 813 000 toneladas de algodón, 707 000 toneladas de cebolla, 656 000 toneladas de tomate, 565 000 toneladas de pera, 510 000 toneladas de manzana, 491 000 toneladas de avena, 473 000 toneladas de frijoles, 431 000 toneladas de mandarina, 302 000 toneladas de yerba mate, 283 000 toneladas de zanahoria, 226 000 toneladas de melocotón, 194 000 toneladas de mandioca, 174 000 toneladas de aceitunas, 174 000 toneladas de plátano, 148 000 toneladas de ajo, 114 000 toneladas de pomelo, 110 000 toneladas de alcachofa, además de producciones menores de otros productos agrícolas.
En ganadería, Argentina es el 4.º productor mundial de carne de vacuno, con una producción de tres millones de toneladas (solo por detrás de Estados Unidos, Brasil y China), el 4.º productor mundial de miel, el 10.º productor mundial de lana, el 13.er productor mundial de carne de pollo, el 23.er productor mundial de carne de cerdo, el 18.º mayor productor de leche de vaca y el 14.º productor mundial de huevo de gallina.
Argentina es uno de los diez productores de vino más grandes del mundo (fue el quinto productor más grande del mundo en 2018). A lo largo de los años, la producción de vinos finos ha dado grandes saltos de calidad. Mendoza es la región vinícola más grande, seguida de San Juan.
En el año 2002, el Censo Nacional Agropecuario realizado por el Instituto Nacional de Estadística y Censos estimó que en las explotaciones agropecuarias residen 1 233 589 personas, siendo las provincias de Buenos Aires, Córdoba, Mendoza, Misiones y Santa Fe las que concentran la mayor cantidad de establecimientos agropecuarios.
Una parte sustancial de la producción agrícola se exporta sin manufacturación en forma de granos (soja, maíz, trigo y girasol), representando el 15% de las exportaciones totales. El resto se destina como materia prima, principalmente a la industria de la alimentación. La soja se diferencia sustancialmente del resto de los productos agropecuarios por el hecho de que no se consume en el mercado interno y por lo tanto prácticamente la totalidad se exporta. Por el contrario, los cereales, lácteos y la carne vacuna constituyen la base de la dieta alimentaria de la población, razón por la cual una parte considerable se destina al consumo en el mercado interno.
Argentina se ha caracterizado lo largo de todo el siglo XX por ser uno de los principales exportadores de carne vacuna del mundo. Asimismo la carne argentina sigue siendo reconocida como la de mejor calidad en el mundo.
Fuera de la economía agro-ganadera de la región pampeana, la economía argentina cuenta con las denominadas economías regionales, sistemas productivos locales generalmente apoyados en la producción especializada de un grupo limitado de cultivos. Entre ellas se encuentran la economía cuyana apoyada en la vid y la industria del vino derivada; la ganadería ovina en la Patagonia, los valles patagónicos dedicados a la manzana y la pera; la región noroeste, dedicado al azúcar, cítricos y tabaco; la provincia de Misiones y nordeste de Corrientes orientadas a la yerba mate, té y la madera; el algodón en la región chaqueña; el arroz, principalmente en Corrientes; el olivo en las zonas áridas de montaña; y el ganado ovino en la Patagonia. Por el clima subtropical de muchas de las zonas del país, Argentina también produce sus propios cultivos tropicales, tales como banana, ananá, mango, maracuyá, palta, papaya y café, aunque la mayoría de lo producido de estos cultivos es para el consumo interno, ya que no son fáciles de producir en el país.

## Historia

### Historia precolombina

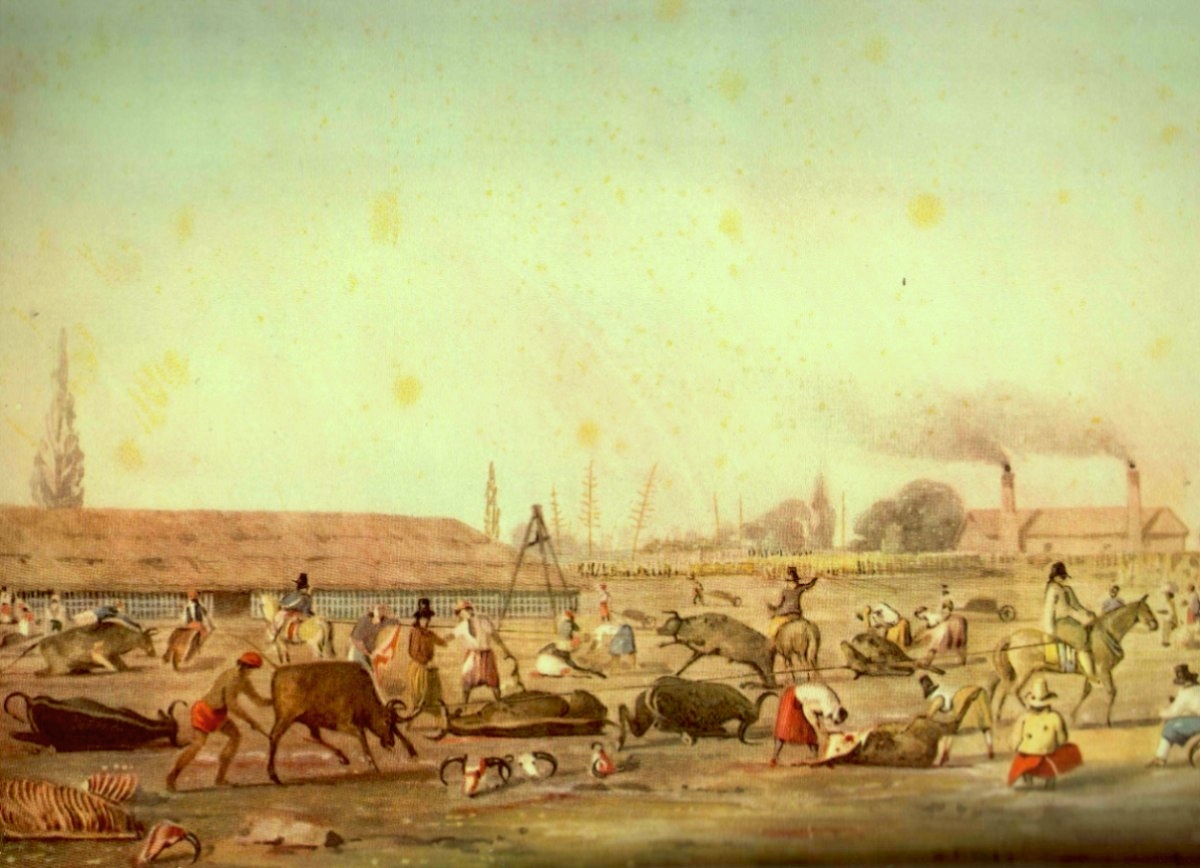
Imagen de un matadero de Buenos Aires del año 1829

Previo a la colonización existían culturas agroalfareras en el territorio de la actual Argentina civilizaciones originarias de América caracterizadas por el sedentarismo y por el desarrollo de la agricultura.
Estos pueblos de cultura neolítica habían comenzado a instalarse en la actual Argentina durante el primer milenio a. C., y en la época de la conquista habían alcanzado su máximo desarrollo autónomo, que se vería truncado por la invasión europea, con sus secuelas de transculturación, cambios en los modelos productivos y despoblamiento.
Entre las culturas aborígenes agrícolas más tempranas se destacan las andinas que establecieron simultáneamente varias aldeas en distintas localidades de la región andina: algunas ubicaciones de la Puna; los valles calchaquíes; el valle de Tafí y otros .cultivaban legumbres, calabazas, papas y maíz.
Dos terceras partes de su territorio actual estuvieron ocupadas durante el período colonial, mientras que el otro tercio era el correspondiente a la meseta patagónica, que continúa escasamente poblada. La agricultura y ganadería del sector era principalmente para el consumo de los mismos productores y para el mercado local. Únicamente se asoció con los comerciantes extranjeros a finales del siglo XVIII. El período entre el siglo XVI y el final del siglo XVIII se caracterizó por la existencia de la auto-suficiencia económica regional, A finales del siglo XVIII, comenzó una etapa en la cual las diferentes regiones comenzaron a intercambiar crecientes flujos de capital, trabajo y bienes de manera significativa, dando inicio a una forma de desarrollo económico incipiente basado en las actividades agrícolas.

### Colonización española
En 1776, España decide la creación del Virreinato del Río de la Plata, que abarcaba lo que hoy es Argentina, Uruguay, Paraguay y gran parte de la actual Bolivia, con la intención de evitar el establecimiento de los portugueses en el Río de la Plata. El Reglamento de libre comercio de 1778 fue promulgado por el rey Carlos III de España el 12 de octubre de 1778, en el marco de las reformas borbónicas, se aprobó con el fin de permitir el librecambio comercial entre España e Hispanoamérica, para lo cual se habilitaron al comercio trece puertos en España y veinticuatro en América, entre ellos el puerto de Buenos Aires. La necesidad de una agricultura intensiva se reconoció ya en 1776, pero, aparte de la cosecha de la yerba mate en el noreste. En la región pampeana la principal actividad económica era la ganadera. El origen de la explotación ganadera en las pampas, se remonta a 1536 cuando Pedro de Mendoza introdujo los primeros equinos y a 1580 cuando Garay introduce entre trescientas y quinientas vacas. En el Interior en Tucumán y Salta supuso por su parte la cría de mulas, también de caballos y asnos, la vid en Mendoza. La zona de las Misiones y el Paraguay fue sede de cultivos de yerba mate, cultivos iniciados por guaraníes y jesuitas. La yerba mate abastecía a casi todo el virreinato. Otros cultivos alimenticios surgieron merced a la demanda altoperuana: vinos (en Salta, Cuyo, Córdoba), aguardientes y singanis; e incluso plantaciones de olivo, principalmente en La Rioja y Catamarca.
En 1776, España decide la creación del Virreinato del Río de la Plata, que abarcaba lo que hoy es Argentina, Uruguay, Paraguay y gran parte de la actual Bolivia, con la intención de evitar el establecimiento de los portugueses en el Río de la Plata. El Reglamento de libre comercio de 1778 fue promulgado por el rey Carlos III de España el 12 de octubre de 1778, en el marco de las reformas borbónicas, se aprobó con el fin de permitir el librecambio comercial entre España e Hispanoamérica, para lo cual se habilitaron al comercio trece puertos en España y veinticuatro en América, entre ellos el puerto de Buenos Aires. La necesidad de una agricultura intensiva se reconoció ya en 1776, pero, aparte de la cosecha de la yerba mate en el noreste.
En Buenos Aires, la sanción del Reglamento de Libre Comercio, junto con el «Auto de Internación» establecido en 1777, provocó un brusco incremento en las exportaciones ganaderas, pasándose de ciento cincuenta mil cueros anuales en 1778 a ochocientos mil en 1801 según algunos autores o valores sustancialmente menores pero de fuerte tendencia creciente, según otros investigadores.

### Siglo XIX
En 1825, en tiempos de Rivadavia, el país exportaba principalmente carne y se importaban artículos extranjeros por valor de ocho millones de pesos fuertes , exportándose productos nacionales tan solo por cinco millones de la misma moneda, lo cual dejaba un saldo de tres millones de déficit. En esa etapa de Rivadavia se sancionó la Ley de Enfiteusis que dejó como consecuencia la concentración de la tierra; entre 1822 y 1830, 538 propietarios obtuvieron en total 8.66 millones de hectáreas. Muchos colaboradores directos del propio régimen de Bernardino Rivadavia fueron los enfiteutas más beneficiados, entre ellos las familias Anchorena, Alvear, Ortiz Basualdo, Bernal, Bosch, Braun Menéndez, Bullrich, Díaz Vélez, Blanco Vilegas, Larreta, Lezica, Lynch, Miguens, Obarrio, Ocampo, Olivera, Ortiz Basualdo, Vidal, Sáenz Valiente y otras. En general, los arrendatarios y enfiteutas no pagaban o pagaban cánones muy bajos a la provincia. Esta ley tendió a favorecer la gran concentración de la propiedad de la tierra en unas pocas decenas de familias.
Ya durante la etapa rosista con la expansión de la frontera agrícola y a partir de la ley de Aduana de 1835 las exportaciones primarias van a ir subiendo vertiginosamente, mientras las importaciones lo harán en una proporción inferior. En las décadas de 1830 y 1840 se acentuó la expansión agrícola. Las exportaciones de origen pecuario (cueros, carne salada, sebo y lana) y el número de embarcaciones extranjeras que llegaban anualmente al Río de la Plata con sus productos lograron duplicarse entre 1837 y 1852. Los cueros vacunos representaron más del 60 % de las exportaciones del período y sus dos terceras partes eran producidas en Buenos Aires. En 1851, en las vísperas de Caseros, Argentina importaba 8.55 millones de artículos extranjeros, contra 10.63 millones de productos nacionales exportados. La balanza comercial había sido supervitaria aunque basada en productos agrícolas.
Ya en la segunda mitad del siglo XIX, el país siguió un modelo de exportación agrícola y ganadera de desarrollo con gran concentración de cultivos en las fértiles llanuras pampeanas, particularmente en la provincia de Buenos Aires y la región del Litoral. En gran medida limitada a las actividades ganaderas y centrada alrededor de la exportación de pieles de ganado vacuno y lanar. A partir de 1850, comenzó el auge del ganado ovino: ese año, la exportación total de lanas alcanzó la cifra de 7681 toneladas; en 1855, llegó a 12 454 toneladas, y, un año más tarde, a 14 972 toneladas. Al promediar la década de 1860, las estancias dedicadas al ganado lanar en la provincia de Buenos Aires comprendían una superficie de dieciséis millones de hectáreas; estando una cuarta parte de ellas en manos de inmigrantes irlandeses y escoceses, y una gran proporción bajo control de inmigrantes vascos. El total de ovinos en la provincia llegó a la cifra de cuarenta millones. Gracias a ello, Buenos Aires vivía una notable expansión económica sustentada por el ciclo lanar y las rentas de la aduana.
Ya en el período de Organización Nacional, en 1868 se creó el primer Instituto de Agronomía de la Argentina. El arribo en 1875 del primer cargamento de granos intactos a Gran Bretaña, desató una ola de inversión local en cultivos y en silos e inversiones británicas en ferrocarriles y finanzas. El desarrollo del transporte marítimo de carne congelada, en 1876, llevó a la modernización de ese sector.[cita requerida] El maíz y el trigo, para ese entonces, eclipsaron la producción y exportación de carne.

### Siglo XX

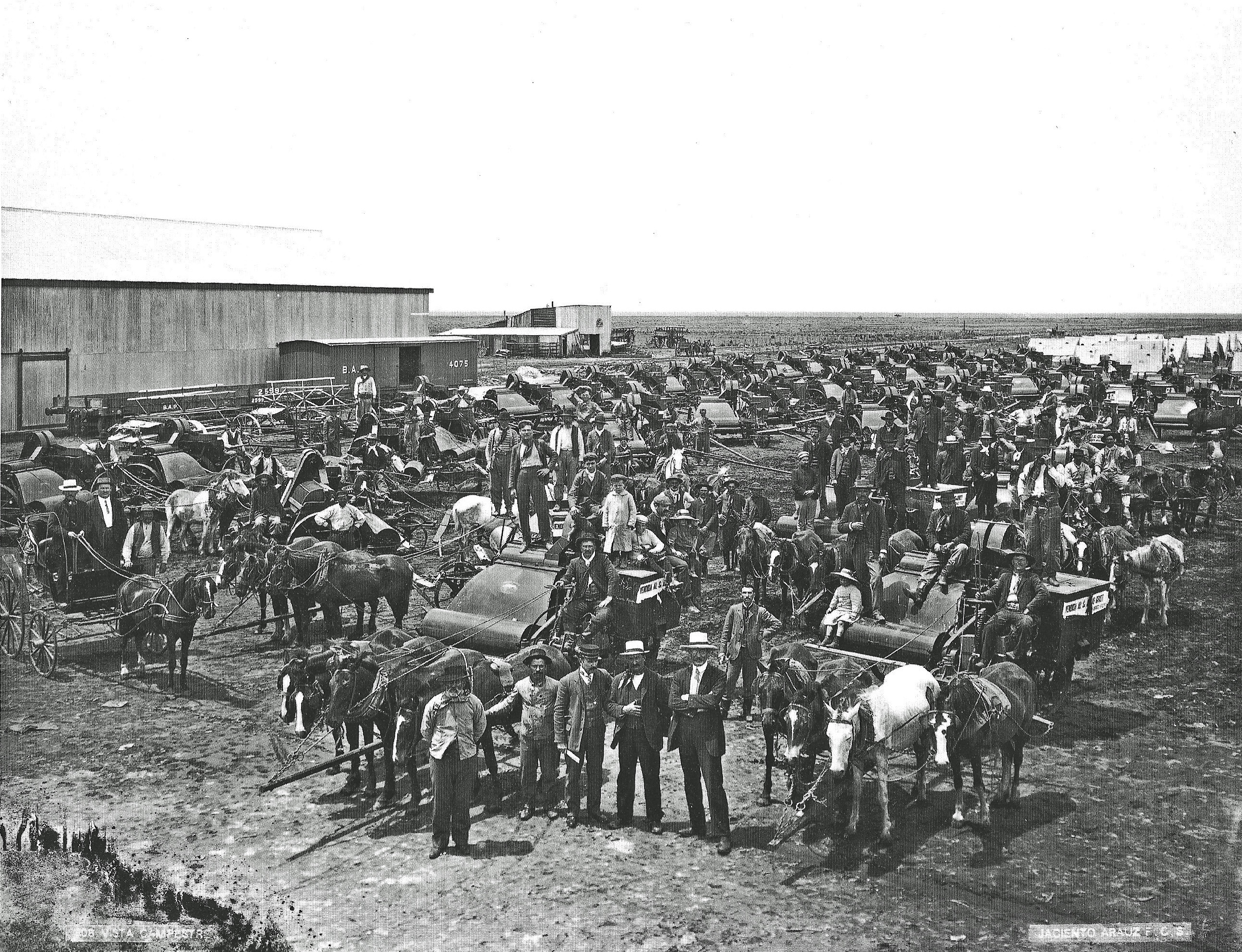
Recepción de maquinaria agrícola hacia la década de 1900.

En 1914 más del 60 % de la tierra en las cinco provincias de la pampa, y el 80 % de toda la tierra en la Argentina, se concentraba en unidades de más de mil hectáreas. También en ese año, estancias gigantescas de más de cinco mil hectáreas abarcaban, la mitad de las tierras del país. En total veintinueve familias concentraban el 38 % del total de las tierras agrícolas y otras doscientas más de 41 %.
Estos avances estuvieron acompañados por una ola de inmigración europea y las inversiones en educación e infraestructura. Las exportaciones agrícolas dejaron siempre al Tesoro argentino con excedentes generosos durante las dos guerras mundiales
La creación del IAPI por el presidente Juan Perón produjo resultados mixtos.[cita requerida] Los beneficiados con las inversiones en infraestructura de control, maquinaria y plagas, durante esta época el sector agropecuario se modernizó: a partir del desarrollo de la industria siderúrgica y petroquímica, se impulsó la tecnificación y la provisión de fertilizantes, plaguicidas y maquinarias, de forma que se hizo incrementar la producción y productividad agropecuaria. Políticas favorables a la inversión industrial durante el mandato de Arturo Frondizi estimulando una mayor modernización.
El presidente que comenzó con el achicamiento fue Arturo Frondizi, cuando en 1961 decidió suprimir gran parte de la red ferroviaria: 11 089 cesanteados, 44 978 obreros rebajados de categoría, 237 estaciones, lo que produjo que pueblos rurales quedaran aislados, encareciéndose el costo de traslado de la producción rural. liderado por las exportaciones agrícolas. En la década de 1960, el régimen de Juan Carlos Onganía ordenó el cierre de once ingenios azucareros, lo que no funcionó y agravó aún más los problemas de aquella provincia. El ministro de Economía Adalbert Krieger Vasena (1967 y 1969) aplicó diferentes medidas económicas de corte liberal. La supresión de medidas proteccionistas perjudicaron a productores regionales del Chaco, Tucumán y Misiones. Consecuentemente, el PIB cayó un 1.2 % y aumentaron los precios mayoristas y minoristas.
El uno a uno del peso argentino con el dólar de Estados Unidos implementado por el economista Domingo Cavallo en 1991 redujo un poco la competitividad de las exportaciones. Estas tendencias fueron acompañadas por la aprobación federal de los cultivos transgénicos en 1995.[cita requerida]

### Siglo XXI

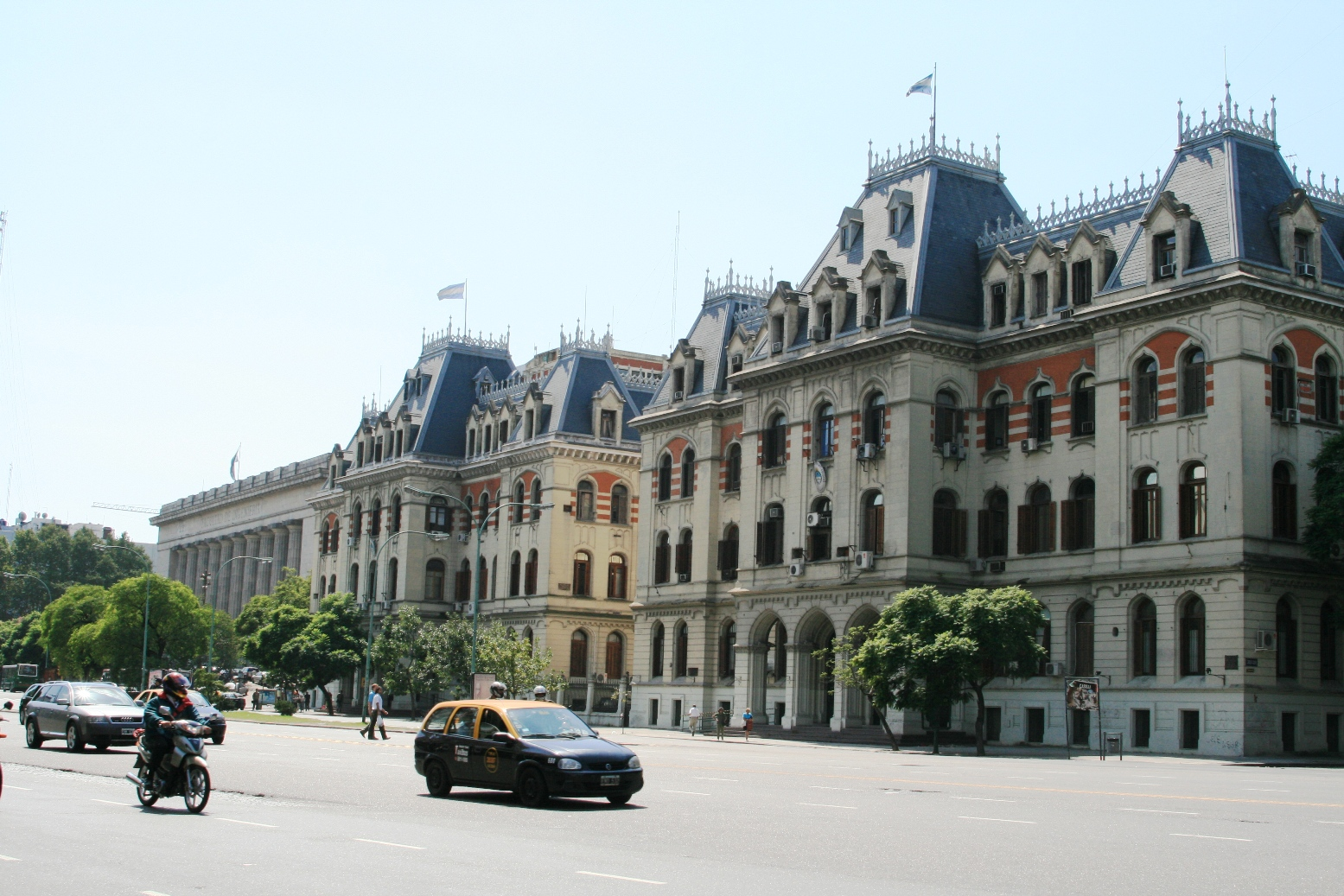
Sede del Ministerio de Agroindustria de Argentina

Una devaluación del peso en 2002 y un aumento sostenido de los precios de los productos básicos ya que también ha animado al sector, lo que lleva a registrar la producción y las exportaciones, una pieza clave de Néstor Kirchner y las políticas económicas Cristina Fernández de Kirchner. Respecto al sector agropecuario, la soja, que se constituyó en el principal cultivo de Argentina, alcanzó en la temporada 2009/2010 una cosecha récord de cincuenta y dos millones de toneladas, la producción de maíz pasó de 23.7 millones de toneladas producidas en la temporada 2010/2011 al récord de veinticinco millones de toneladas para la temporada 2012/2013. Este crecimiento en el sector agropecuario también se vio replicado en cultivos menores, como el arroz y la cebada, que alcanzaron producciones cercanas a los dos millones de toneladas en el primer caso, y de cinco millones de toneladas en el segundo. Se observa una fuerte tecnificación en el sector: la venta de maquinaria agrícola aumentó un 97.3 % en 2013 respecto del año anterior.
En el período 2001-2002 a 2012-2013 se alcanzó la mayor cosecha de la historia (hasta entonces), con 105.8 millones de toneladas, un incremento del 53 % en relación con el inicio de la década. Hubo varios aumentos récord durante la última década: la cebada (900 %), el maní (181 %), el algodón (149  %), el arroz (120 %) y el maíz (99 %).
En la temporada 2009/2010, se logró una cosecha récord de cincuenta y dos millones de toneladas. La producción de maíz pasó de 23.7 millones de toneladas producidas en la temporada 2010/2011 al récord de veinticinco millones de toneladas para la temporada 2012/2013. Este crecimiento en el sector agropecuario también se vio reproducido en cultivos menores, como el arroz y la cebada, que alcanzaron producciones cercanas a los dos millones de toneladas en el primer caso, y de cinco millones de toneladas en el segundo. Para 2014, la cosecha creció a cincuenta y cinco millones de toneladas.
Entre 2003 y 2011, hubo un crecimiento del 260 % en las exportaciones de manufacturas de origen industrial (MOI), un crecimiento de exportaciones de productos primarios del 212 % y un crecimiento de 182 % en las exportaciones de las manufacturas de origen agropecuario. También se observa una fuerte tecnificación en el sector, la venta de maquinaria agrícola aumentó en 2013 un 97.3 % respecto del mismo período del año anterior.
En 2011, Argentina era el tercer exportador mundial de lana, con exportaciones por trescientos millones de dólares. En ese año, contaba con dieciséis millones de cabezas, una de las mayores del mundo.
De 2003 a 2013, el sector avícola mostró una fuerte consolidación y expansión. Con un crecimiento de la producción en un 170 %, se pasó de producir setecientas diez mil toneladas a un millón novecientas mil toneladas en 2013. En cuanto a las exportaciones, se pasó de vender al mundo sesenta mil seiscientas toneladas en 2003, a 366 000 toneladas en 2013, lo que significa un aumento de más del 500 %.
Por su parte, la ganadería bovina, que aporta la materia prima para la industria frigorífica, es un sector de gran importancia, con cincuenta y cinco millones a sesenta millones de cabezas. La carne vacuna es un componente principal de la dieta de la población, y el país es además el sexto productor mundial de carne vacuna. De 2003 a 2013, la producción avícola creció un 170 %, la porcina un 109 % y la láctea un 43 %. En 2013, las exportaciones de leche entera en polvo fueron de 213 349 toneladas, por un precio FOB total de 958.4 millones de dólares, incrementándose respecto a los 706.3 millones de dólares del año 2012.
En 2013, Argentina era el primer exportador mundial de harinas, aceite de girasol, aceite de soja, limones, peras y yerba mate; el segundo exportador mundial de maíz, sorgo, miel; el tercero de soja, el cuarto de carne bovina, algodón y vinos; y el quinto de lácteos, trigo y aceitunas.
Para 2016, la industria láctea cayo un 22.3 % interanual, y acumuló en el primer semestre una pérdida de producción del 14 %, junto con una caída en la producción de azúcar con el 14.4 % mientras que las carnes rojas que disminuyeron un 11.5 %. Según datos del Indec, en el primer trimestre 2016 la agricultura, ganadería, caza y silvicultura registraron una baja de puestos de trabajo de 16 496 al pasar de emplear a 353 692 personas a 337 196, lo que representó una reducción de 4.7 %. Argentina enfrenta a 2018 importantes problemas en el campo, sumado a una fuerte sequía en los campos de oleajinosas, bajando la producción. De los cincuenta y siete millones de toneladas de soja previstos en el momento de la siembra, se cosecharán unos treinta y siete millones de toneladas. De los cuarenta millones de toneladas de maíz se pasará a treinta y dos millones de toneladas. Las pérdidas ascenderán a cuatro 1.6 millardos de dólares, equivalentes al 0.7 % del PIB (producto interno bruto). Desde 2008 Argentina comenzó a producir azafran, convirtiéndose en quince años en uno de los principales productores mundiales.

### Concentración de la tierra
En 1828, la oligarquía terrateniente que domina la Legislatura consiguió modificar la Ley de Enfiteusis. Esta ley dejó como consecuencia una gran concentración de la tierra de 1822 a 1830, 538 propietarios en total obtuvieron 8.66 millones de hectáreas (ha). Siendo los enfiteutas más beneficiados muchos colaboradores del propio régimen de Bernardino Rivadavia, entre ellos las familias Anchorena, Alzaga, Alvear, Azcuénaga, Basualdo, Bosch, los Díaz Vélez, Echeverría, Escalada-Ezcurra, Lacarra, Larreta, Lezica, Lynch, Miguens, Obarrio, Ocampo, Olivera, Ortiz Basualdo, Otamendi, Pacheco, Sáenz Valiente y otras. la Enfiteusis puso más de ocho millones de hectáreas a disposición de un centenar de grandes arrendatarios y enfiteutas, quienes, en general, no pagaban o pa|publicación=gaban cánones muy bajos a la provincia. Esta ley tendió a favorecer la gran concentración de la propiedad en unas pocas decenas de familias.
Tal situación empeoró tras la llamada Conquista del Desierto. Entonces los territorios patagónicos y pampeanos arrebatados al indígena fueron repartidos entre un puñado de familias bonaerenses: los Luro, los Menéndez, los Pereyra Iraola, los Martínez de Hoz, los Álzaga- Unzué, los Anchorena, Amadeo, Leloir, Ramos Mejía, Lavallol, Miguens, Arana, Señorans y otros vinculados la Sociedad Rural Argentina. Los Martínez de Hoz, antiguos comerciantes llegados a estas pampas en el siglo XVIII, dedicados al contrabando y opositores a la Revolución de Mayo que intentaba abrir el comercio, recibieron 2.5 millones de hectáreas. Durante la presidencia de Julio Argentino Roca, el Estado repartió 41 787 023 ha a 1113 terratenientes, pertenecientes a 37 familias, vinculadas estrechamente por lazos económicos y/o familiares a los gobiernos consevadores.
En total la producción rural incluido el sector forestal, representaba en 2007 el 5.61 % del PIB total.
Según el censo agropecuario de 2008, en Argentina existen 248 022 superficies agropecuarias con límites definidos, 25 568 sin límites definidos que da un total de 273 590 explotaciones agropecuarias que ocupan 153 153 822 ha. En 2002, existían 333 533 establecimientos. El censo 2008 del sector señala una mayor concentración del negocio rural, que llevó a que entre 2002 y 2008 desaparecieran casi sesenta mil explotaciones agropecuarias, siendo los más perjudicados los productores pequeños y medianos, que perdieron 444 416 ha, mientras que los grandes dueños de la tierra aumentaron, ocupando 51 454 ha más.
Según datos de la Secretaría de Agricultura, en 2022 se exportó el 70 % de la cosecha de granos. Cuatro empresas concentraron más del 60 % del total exportado.

### Sojización
La sojización es el nombre con el que se conoce al proceso de re-conversión agrícola de ciertos países de América Latina (Argentina, Brasil, Paraguay, Uruguay y Bolivia) para el cultivo de granos de soja, con el objetivo de exportarlos en los mercados internacionales, particularmente hacia China. Es un proceso comenzado en la década de los 90, en el cual actividades agrícolas tradicionales como la ganadería y el cultivo de maíz, trigo y algodón fueron desplazadas por la soja. Esto fue acompañado por un proceso de expansión de la frontera agrícola para el cultivo de soja, con características de monocultivo. 
La sojización es un proceso impulsado por varios factores, incluyendo el aumento internacional del precio de la soja en los mercados internacionales, cambios en los patrones de consumo y demanda de los países asiáticos, particularmente China e India, y cambios en el modo de producción y organización en la agro-industria.  
Entre 1990 y 2004, Argentina y Brasil incrementaron la tierra destinada al monocultivo de soja en un 236 %, según el Departamento de Agricultura de los Estados Unidos. En 2019, Brasil, Argentina, Uruguay y Paraguay estuvieron entre los principales exportadores de soja a nivel mundial.

## Productos

### Oleaginosas

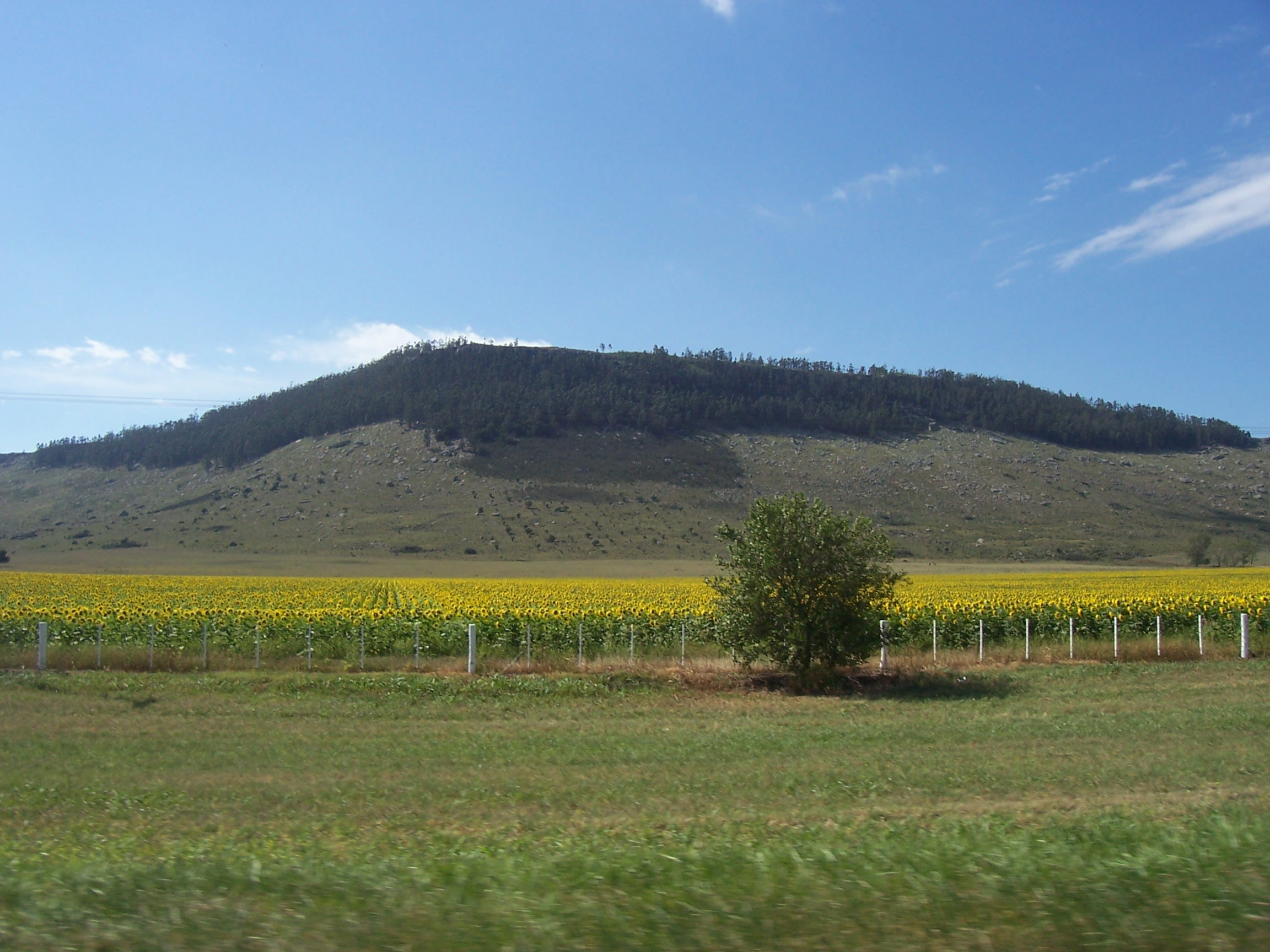
Campo de girasol en provincia de Buenos Aires

Las oleaginosas (soja y girasol) llegaron a ser importante ya que su precio internacional aumentó durante el siglo XX. De los aproximadamente cincuenta y dos millones de toneladas producidas anualmente, alrededor del 92 % son soja, y el 7 % son semillas de girasol. La superficie total cultivada de semillas oleaginosas es de alrededor de 41 000 km².
El cultivo de las oleaginosas en Argentina se ha destacado desde el siglo XX, cuando el país era el exportador principal de lino (linaza) del mundo. El colapso de ese mercado en la década de 1930 y cualidades del cultivo del suelo, sin embargo, pusieron fin a la posición dominante del país en el sector.

#### Soja
El cultivo de soja en Argentina es uno de los principales cultivos en la economía argentina. La expansión del cultivo de soja en Argentina forma parte del proceso de «sojización» y del boom de las materias primas que tuvo lugar a comienzos de la década del 2000.
El cultivo de soja ha desplazado a otros actividades agrícolas tradicionales. Por ejemplo, ha reducido el número de cabezas de ganado vacuno de 65 millones a 48.6 millones y el lanar de sesenta millones de cabezas en 1970 a 12.5 millones. 

### Cebada y arroz
A partir del comienzo del siglo XXI, hubo un notable crecimiento en el sector agropecuario también se vio replicado en cultivos menores, como el arroz y la cebada, que alcanzaron producciones cercanas a las dos millones de toneladas en el primer caso, y de cinco millones de toneladas en el segundo. El arroz y la cebada producidos son principalmente para el consumo nacional.

### Frutas y verduras

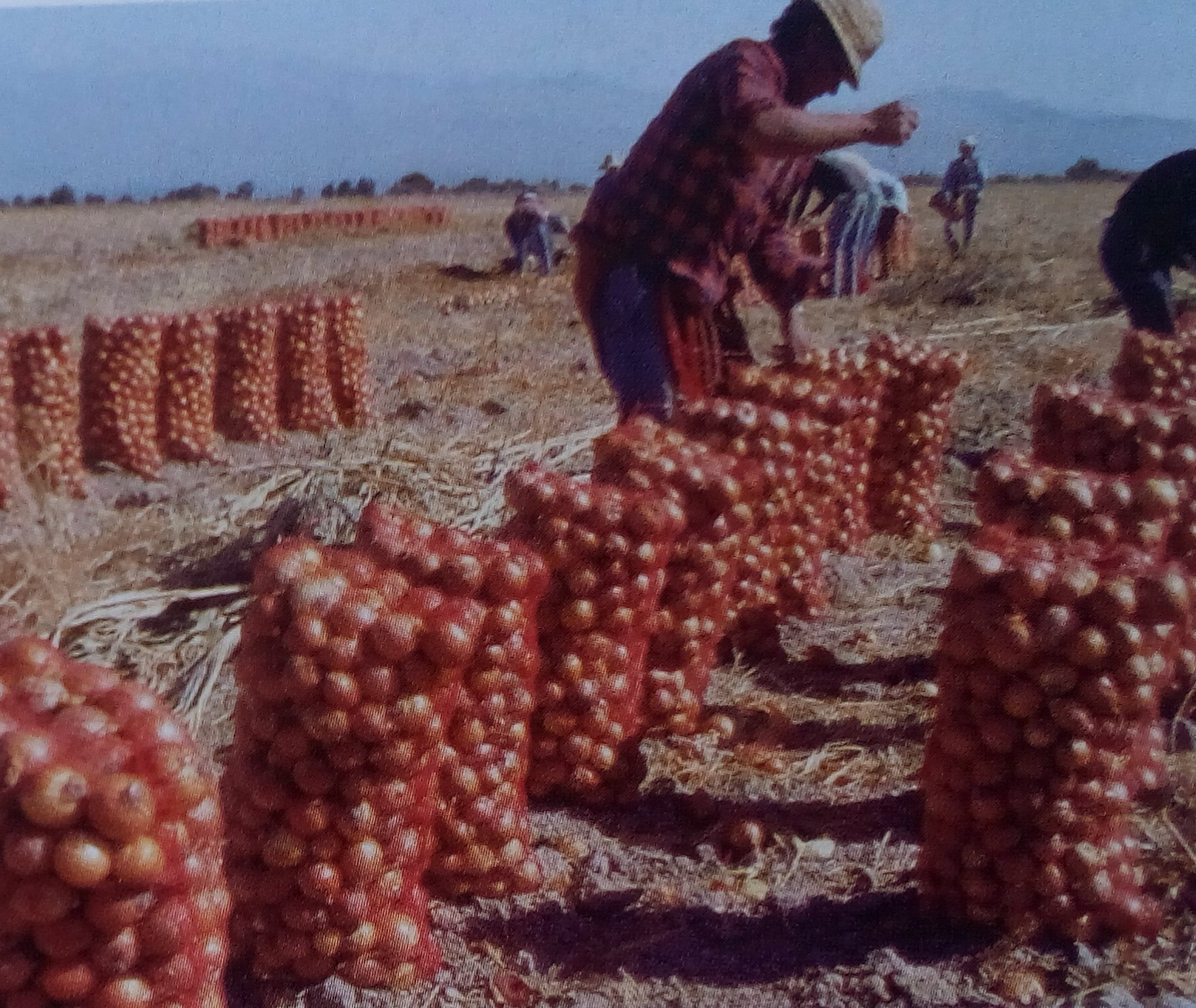
Cosecha y embolsado de cebollas en Jáchal, San Juan. La producción en bulto está destinada casi exclusivamente al mercado interno.

Argentina también destaca a nivel mundial por la producción de frutas y hortalizas, que constituyen un 3 % de las exportaciones totales. Tiene importantes centros de producción en los valles patagónicos, dedicados a la manzana y la pera, y en la región Noroeste productora de azúcar, cítricos y tabaco. En los últimos 20 años, la producción de azúcar registró un importante crecimiento, pasando de un millón quinientas mil toneladas anuales en promedio en la década de 1990, a dos millones trescientas mil toneladas en el período 2006-2010.
El país es uno de los grandes países frutícolas del mundo, siendo el primer productor del hemisferio sur en frutas de pepita, de carozo y cítricos. Actualmente, exporta a todo el mundo más de veinte veinte años: se cuadruplicó el volumen y se sextuplicó el valor exportado. La Mesopotamia es también productora de cítricos, y la región de Cuyo, donde a su vez se destaca una considerable producción agroindustrial del olivo y la uva, es el primer productor de vinos de América Latina y el quinto productor del mundo, con dieciséis millones de hectolitros por año. Existen los oasis de las provincias de Mendoza y San Juan. Otros cultivos importantes son los melocotones y cítricos. Con una superficie de alrededor de 6000 km², la producción de fruta es de alrededor de dieciocho millones de toneladas anuales. En los últimos diez años, el país alcanzó un récord de producción y exportaciones en legumbres, peras, manzanas, algodón, tabaco, cítricos, miel, ajo, cebolla y uva de mesa. En el período 2003-2011, las ventas al exterior de las economías regionales aumentaron 212 %. Las manzanas y las peras son las cosechas de frutas de carozo más importantes, producidos principalmente en los valles fluviales de Río Negro y Neuquén. En 2016 la producción de peras y manzanas fue la peor de los últimos 10 años y un 15.5 % menor al promedio de la última década. En materia de exportaciones, se comerciaron un 9.6 % menos de frutas en 2016. Alguna de las mermas más significativas de las economías regionales son las ventas de ciruelas de San Juan (−96.4 %), duraznos de Neuquén (−73.2 %), peras de Mendoza (−46.7 %) y manzanas de Río Negro (−18.2 %).
Argentina es el mayor productor mundial de limón, con el 22 % de la producción global, en 2012 se produjeron alrededor de un millón ochocientas mil toneladas, el doble que en 1990. Es el mayor productor y exportador de uvas, el mayor productor y exportador mundial de peras, concentrando el 40 % de la producción del hemisferio sur, el mayor exportador y segundo productor mundial de miel, concentrando un cuarto de las exportaciones mundiales de dicho producto, y el cuarto exportador de vinos. también es el mayor productor sudamericano de trufas negras.
Además es el primer productor de ciruela del hemisferio sur. El país exportó, en 2012, 817 090 toneladas de hortalizas y legumbres, como ajo, cebolla, garbanzos, papas, lentejas, calabaza, entre otras, teniendo como destino a más de 89 países.
En la primera década del siglo XXI, el área sembrada con kiwis, bananas y mangos en la Argentina tuvo un gran crecimiento con el apoyo del Instituto Nacional de Tecnología Agropecuaria (INTA). Su superficie se duplicó en diez años (2005-2015): entre ananá, papaya, palta, banana y mango, el total de producción en esas regiones es de 115 350 toneladas, con el requerimiento de una importante mano de obra durante todo el año por el volumen de crecimiento registrado. Sin embargo, en el año 2017 la producción anual de bananas en Argentina fue la menor en cuarenta años.
Argentina es el mayor productor mundial de yerba mate, con alrededor de setecientas mil toneladas al año (entre 56 y 62 % de la producción mundial), seguida de Brasil, con unas quinientas mil toneladas al año (entre 34 y 36 % de la producción mundial), y de Paraguay, con cincuenta mil toneladas al año (un 5 % de la producción mundial).
También se producen verduras, principalmente papas, cebollas y tomates, que se cultivan en todo el país, casi exclusivamente para el mercado interno. Otros productos importantes son el camote, calabazas, zanahorias, judías, pimientos y ajo. Un área aproximada de 3000 km² produce más de cinco millones de toneladas de vegetales cada año.

### Cultivos tropicales
Los cultivos tropicales en Argentina son las producciones a campo en el territorio argentino de especies vegetales originadas en las regiones intertropicales del globo, las cuales exhiben sensibilidad a las bajas temperaturas, sufriendo daños de consideración y hasta la muerte del ejemplar frente a la ocurrencia de heladas agronómicas. Este rubro constituye un importante ítem económico para el sector agropecuario de las provincias septentrionales del país. Son especies perennes, es decir, no incluye las especies delicadas anuales, las que son cultivadas en una determinada época del año libre de heladas.

### Vino
El vino es bebida nacional de Argentina. Se produce principal y tradicionalmente en las provincias cuyanas de Mendoza (75.31 %), San Juan (18.45 %) y La Rioja (3.06 %). En menor volumen o más recientemente se produce en las provincias de Salta (1.76 %), Córdoba (0.55 %), Catamarca (0.53 %), Neuquén (0.49 %), Río Negro (0.24 %), San Luis (0.15 %), Entre Ríos (0.001 %), Chubut (0.003 %), Buenos Aires (0.005 %) y Jujuy (0.003 %). 
Conforme datos del Instituto Nacional de Vitivinicultura (INV), Argentina produjo en 2023 un total de 8 813 048 quintales de vino, lo que representa un decrecimiento del 23 % respecto a los 11 450 571 quintales producidos en el año 2022.
La viticultura moderna en la Argentina se desarrolló rápidamente en los años 1880. Las hectáreas dedicadas a la vitivinicultura expandieron de 1500 a 44 700 entre 1873 y 1910. El número de bodegas aumentó de 334 en 1884 a 1394 en 1914. En esa época era una industria incipiente orientada a producir en cantidad en desmedro de la calidad.
El 24 de noviembre se celebra el «Día del Vino Bebida Nacional». En 2017 Argentina fue el sexto mayor productor a nivel mundial. En los primeros años de la década de 2020, el mercado internacional de vino sufrió una caída, tanto en volúmenes como en valores. En 2024, Argentina era el décimo exportador a nivel global.
La calidad del vino argentino ha venido creciendo sin detenerse en los últimos años, ganando terreno en el mercado mundial. Tan sólo en el 2010, las ventas al exterior alcanzaron los 650 millones USD, lo que representó un incremento del 17 % en relación con el 2009, marcando un récord histórico. La Argentina pasó a ser el quinto productor de vino en 2014 y el mayor del hemisferio sur con 15.2 millones de hectolitros. En 2016 un informe de la Organización Internacional del Vino constató que en Argentina debido al contexto económico en 2016 la producción de vino se desplomó 35 % como consecuencia la vendimia 2016 fue la peor en 56 años, según datos oficiales, lo que llevó a que bodegas mendocinas importen vino desde otros países. Para 2017 se registró la mayor baja histórica de las exportaciones vitivinícolas, el consumo interno bajó 13.1 % contra igual lapso de 2016, registrando el peor consumo en dos décadas.

### Caña de azúcar

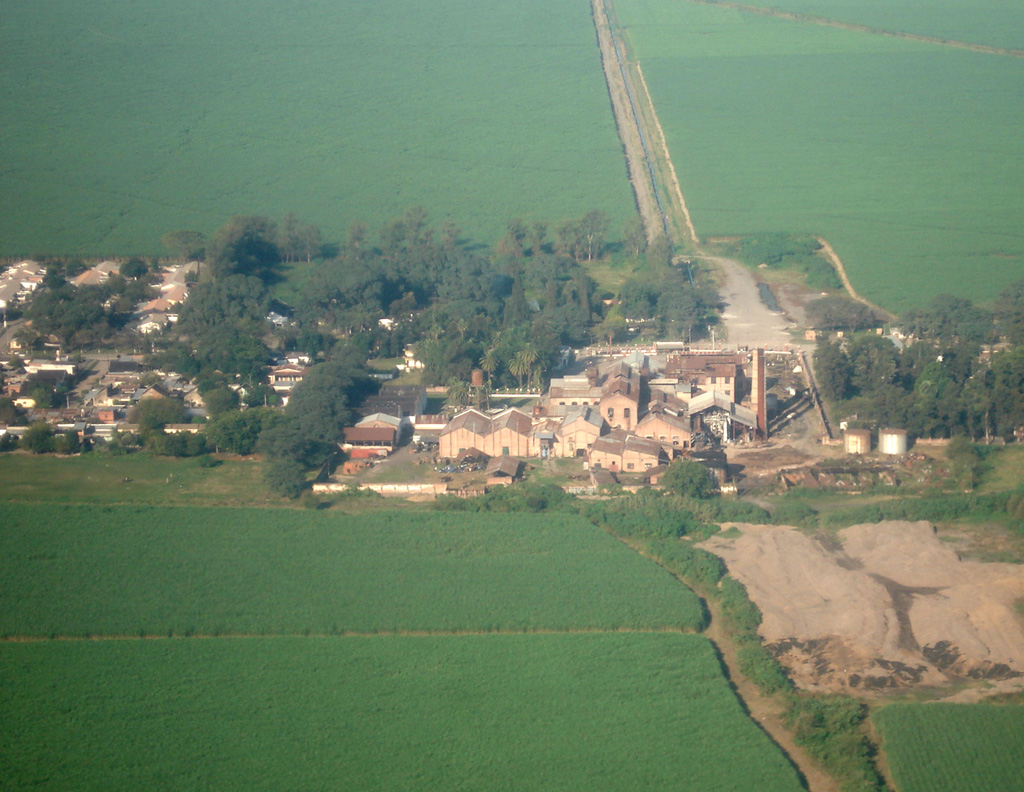
Campos de caña de azúcar y el molino, provincia de Tucumán.

En el país, la caña de azúcar ocupa una superficie de trescientas cincuenta mil hectáreas (dato de 2014). El cultivo de la caña de azúcar y sus derivados se lleva a cabo en en un área de 3000 km², principalmente en la provincia de Tucumán. Los rendimientos son de alrededor de diecinueve millones de toneladas al año. Existe también la caña de azúcar para la producción de azúcar y celulosa.
Se comenzó a investigar e invertir para producir bioetanol, estimando que en el año 2020 la producción de etanol procederá, en un 80 %, de la caña de azúcar. En el país, la caña de azúcar ocupa una superficie de trescientas cincuenta mil hectáreas (dato de 2014).

### Algodón
En 2007, con 393 000 hectáreas, se produjo 174 000 toneladas netas de algodón, de las cuales siete mil toneladas se exportan. La zona de producción principal es la provincia del Chaco y, aunque la cosecha está siendo reemplazada en muchos aspectos con la soja debido a los costos de producción, la producción se ha más que duplicado desde el mínimo de 2002.

### Lácteos
La producción de leche es de alrededor de diez millardos de litros anuales, y los huevos, unos seiscientos cincuenta millones de docenas. Su producción, así como el de las industrias lácteas afines (medio millón de toneladas de queso, sobre todo), se vio favorecido por la devaluación de 2002 del peso argentino, ya que esta producción puesta cuesta muy por debajo del precio internacional. Este aumento de la leche y las exportaciones de productos lácteos, pero también ha aumentado sus precios locales. Durante 2016 la producción láctea cayó un 3 %, siendo el peor trimestre en cuanto a desempeño exportador del complejo lácteo en ocho años. La combinación de megadevaluación y reducción de derechos de exportación a la soja y el maíz empeoró sensiblemente la ecuación de costos de los tamberos y su competitividad. hablándose de una crisis lechera en 2016.

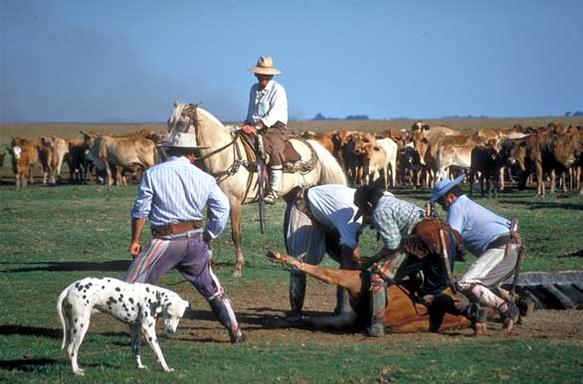
Gauchos lazando ganado, provincia de Corrientes.

La producción lechera en el país pasó de los seis mil seiscientos millones de litros en 1992 a los 10 330 millones de litros en 1999. Continuando un crecimiento sostenido del orden del 5.03 % anual durante la década 2003-2013 llegando a los 14 311 millones de litros en 2014. En 2015, la producción lechera creció un 3 %. En cambio, ya en el primer trimestre de 2016, el total producido cayó un 3 %, el primer trimestre de 2016: fue el peor en cuanto a desempeño exportador del complejo lácteo de los últimos ocho años. La combinación megadevaluación y reducción de derechos de exportación a la soja y el maíz no empeoró sensiblemente la ecuación de costos de los tamberos y su competitividad. En 2016, se cerraron 460 tambos; la producción de leche en 2016 habría arrojado una caída del 11 %, totalizando unos diez mil cien millones de litros de leche.
Siendo favorecidos con la política económica del Gobierno, el sector destruyó empleo durante el primer trimestre, en comparación con el mismo período del año anterior.
Según datos del INDEC, en el primer trimestre la agricultura, ganadería, caza y silvicultura registraron una baja de puestos de trabajo de 16 496, al pasar de emplear a 353 692 personas a 337 196, lo que representó una reducción de 4.7 %.

### Té
La producción de té tiene como destino principal la exportación, ya que se coloca en los mercados externos más del 90 % del total obtenido. En 2012, las exportaciones argentinas de té alcanzaron las 76 700 toneladas, y facturaron ciento cuatro millones de dólares.

### Maní
Para 2013, Argentina se había convertido en un importante exportador de maní. Ese sector registró un volumen de exportación de 519 210 toneladas, lo que representó una suma total de $719.8 millones de dólares.

### Silvicultura
La producción forestal y maderera, principalmente pinos y eucaliptos, se ha venido expandiendo, con centro en las provincias mesopotámicas, superando el 2 % del total exportado. En los últimos ocho años, la industria maderera incrementó en 132 % su producción, y la de muebles en 115 %. Es desde el año 2012 el mayor productor latinoamericano de pulpa y celulosa. El país posee veinte millones de hectáreas aptas para la actividad forestal: las condiciones de clima y el suelo permiten lograr altas tasas de crecimiento de los bosques implantados y reducidos turnos de corte, que se ubican entre los mejores del mundo. Este sector produjo en 2013 casi once millardos de dólares.

## Impacto ambiental de la agricultura
La agricultura en Argentina es una de las principales contribuyentes a las emisiones de gases de efecto invernadero del país. Esto se debe fundamentalmente a la cría de ganado y a la deforestación. El cultivo de granos de exportación utiliza grandes cantidades de plaguicidas, que generalmente son aplicados mediante fumigación aérea a poca distancia de emplazamientos semi-urbanos, ocasionando grandes problemas de salud.

### Deforestación
La deforestación en Argentina es una de las principales causas de degradación de ambientes, aumento de inundaciones y de pérdida de biodiversidad. Según estimaciones de la FAO, la tasa de deforestación en Argentina es de un 0.8 % de deforestación anual, una de las más altas de América del Sur.Las prácticas de estos sectores no incluyen técnicas de conservación y regeneración, por lo que su estrategia es talar y deforestar hasta agotar el recurso.
La tasa de deforestación es actualmente de un promedio de 1.1 millones de hectáreas anuales. El 80 % de la deforestación en Argentina se concentra en cuatro provincias: Santiago del Estero, Salta, Formosa y Chaco. La región chaqueña es la más afectada por la deforestación y Santiago del Estero es la provincia argentina donde más se ha deforestado. Durante 2020, a pesar de la pandemia por el coronavirus, la tasa de deforestación aumentó con respecto al 2019.

### Aplicación aérea de plaguicidas
En Argentina, la aplicación aérea se encuentra prohibida totalmente en la provincia de Misiones, mientras que algunas provincias restringen la aplicación aérea en un radio determinado. 
| N.º | Provincia           | Ley        | Año  | Decreto                       | Radio de restricción aérea (en metros) |
| --- | ------------------- | ---------- | ---- | ----------------------------- | -------------------------------------- |
| 1   | Buenos Aires        | Ley 10.699 | 1988 | Decreto 499/91                | 2000                                   |
| 2   | Catamarca           | Ley 4.395  | 1986 | Decreto 3175/87               | 1000                                   |
| 3   | Chaco               | Ley 2026-R | 2012 | Decreto 1567/13               | 1500                                   |
| 4   | Córdoba             | Ley 9.164  | 2004 | Decreto 132/05                | sin especificar                        |
| 5   | Corrientes          | Ley 5.300  | 1998 | Decreto 593/94                | 1000                                   |
| 6   | Entre Ríos          | Ley 6.599  | 1980 | Decreto 279/03                | 3000                                   |
| 7   | Formosa             | Ley 1.163  | 1995 | Decreto 1228/04               | 3000                                   |
| 8   | Jujuy               | Ley 4.975  | 1996 | Decreto 3214/13               | 2000                                   |
| 9   | La Pampa            | Ley 1.173  | 1989 | Decreto 618/90                | 1000                                   |
| 10  | La Rioja            | Ley 9.170  | 2011 | sin decreto de reglamentación | sin especificar                        |
| 11  | Mendoza             | Ley 5.665  | 1991 | Decreto 1469/93               | 1000                                   |
| 12  | Misiones            | Ley 2.980  | 1992 | Decreto 2867/93               | prohibida en su totalidad              |
| 13  | Rio Negro           | Ley 2.175  | 1987 | Decreto 729/94                | 2000                                   |
| 14  | Salta               | Ley 7.812  | 2013 | Decreto 3924/15               | sin especificar                        |
| 15  | San Luis            | Ley 5.559  | 2004 | Decreto 1675/09               | 1500                                   |
| 16  | Santa Fe            | Ley 11.273 | 1995 | Decreto 552/97                | 3000                                   |
| 17  | Santiago del Estero | Ley 6.312  | 1996 | Decreto Serie A 0038/01       | 3000                                   |
| 18  | Tucumán             | Ley 6.291  | 1991 | Decreto 299/96                | 2000                                   |